# Каменка (приток Южной Уньги)
Каменка — река в России, протекает по Крапивинскому району Кемеровской области. Устье реки находится в 45 км по правому берегу реки Южная Уньга. Длина реки составляет 10 км.

## Данные водного реестра
По данным государственного водного реестра России относится к Верхнеобскому бассейновому округу, водохозяйственный участок реки — Томь от города Новокузнецк до города Кемерово, речной подбассейн реки — Томь. Речной бассейн реки — (Верхняя) Обь до впадения Иртыша.